# 게토밤즈
게토밤즈(Ghetto Bombs)는 2002년 대한민국 부산광역시에서 결성된 펑크 록 밴드이다.
1981년생 부산 출신 동갑내기 백준명, 최석, 현민호, 공태호는 부산 스카 / 펑크 밴드 사이드티켓과 런캐럿에서 활동 하다가, 2002년 게토밤즈 결성하여 서울에 진출했다. 현민호는 서울 부적응 증세로 밴드를 탈퇴했으며, 드라마 야인시대에서 거지 단역, 럭스와 칵크래셔에서 베이스, 백보컬을 맡고 있던 이주현이 기타를 짊어 지고 현민호의 자리를 대신하여 다시금 왕성한 활동을 하며 다수의 클럽 공연과 페스티벌 참가, 그리고 정규 앨범 한장을 발매하고 2006년에 돌연 해체됐다.
현재 백준명은 페이션츠와 문샤이너스에서, 최석은 도피돌즈를 거쳐 텔레파시, 이주현은 갤럭시 익스프레스, 공태호는 도피돌즈를 거쳐 락타이거즈에서 잠시 드럼을 맡았다. 이들의 음악에서 클래시와 랜시드의 냄새를 맡아 볼 수 있는데, 가장 영향을 받은 밴드가 대표적으로 그 두 팀이라고 알려졌다.

## 경력
- 2002년 부산에서 결성
- 2002년 “쌈지사운드페스티벌” 숨은 고수, 쌈넷 전속 음반 계약
- 2003년 STAR (게토밤즈/스키조 스플릿음반) 발매
- 2003년 We are the Punx in Korea “Happen” 삽입
- 2003년 영화 <똥개> O.S.T “사노라면” 삽입
- 2003년 인디파워 2003 “그땐 그랬지” 삽입
- 2003년 영화 <동해물과백두산이> “Kill Me” 삽입
- 2004년 V.A “우린 언제나” 삽입
- 2003년 쌈지스포츠 모델
- 2004년 성도 하프클럽(halfclub.com) 광고 모델 촬영
- 2004년 SKT speed 010 “자유”편 TV CM 촬영
- 2004년 KTF ever “콘서트” 편 TV CM 촬영
- 2005년 7월 데뷔앨범 “Rotten City” 발매

## 구성원
- 백준명 - 보컬 & 기타
- 최석 - 베이스 & 보컬
- 이주현 - 기타 & 보칼
- 공태호 - 드럼 & 보컬

### 전 구성원
- 현민호 - 기타 & 보컬 (현재 사우스베이 보컬 & 기타)

## 음반 목록

### 정규 앨범
- Rotten City (2005)

1. I'm not wrong
2. Spider's web
3. 50% (Feat. *Shorty Cat)
4. Rotten city
5. OK OK
6. Radio
7. Once upon a time
8. 검은 나
9. Party's going on
10. 우리 여기 모여
11. Two thieves
12. We will Forever(feat. *Wonjamaica)

### 비정규 앨범
- From The Rotten City Rejects (2005)

1. Ridin' on U
2. Friend Friend
3. Liar
4. 우린 모든것을 잃었네
5. 거리를 서성이다
6. 나의 노래
7. Rock n' Roll Beach (featuring: Kingston Rudie Ska)
8. 이런 젠장할
9. 24
10. 옛날노래
11. Rising Sun
12. Make My Day

### 기타
- 동해물과 백두산이 O.S.T(2003)
- Star Vol.1 Split w/Schizo(2003)
- 똥개 O.S.T(2003)
- Indie Power 2003(2003)
- 라이브 클럽 페스트 1(2004)